# Зозулинці (Уланівська сільська громада)
Зозу́линці — село в Україні, в Уланівській сільській громаді Хмільницького району Вінницької області. Населення становить 471 особу.

## Населення

### Мова
Розподіл населення за рідною мовою за даними перепису 2001 року:
| Мова       | Відсоток |
| ---------- | -------- |
| українська | 99,36%   |
| російська  | 0,64%    |

## Географія
На північно-західній околиці села бере початок річка Безіменна.